# فوروشيكي

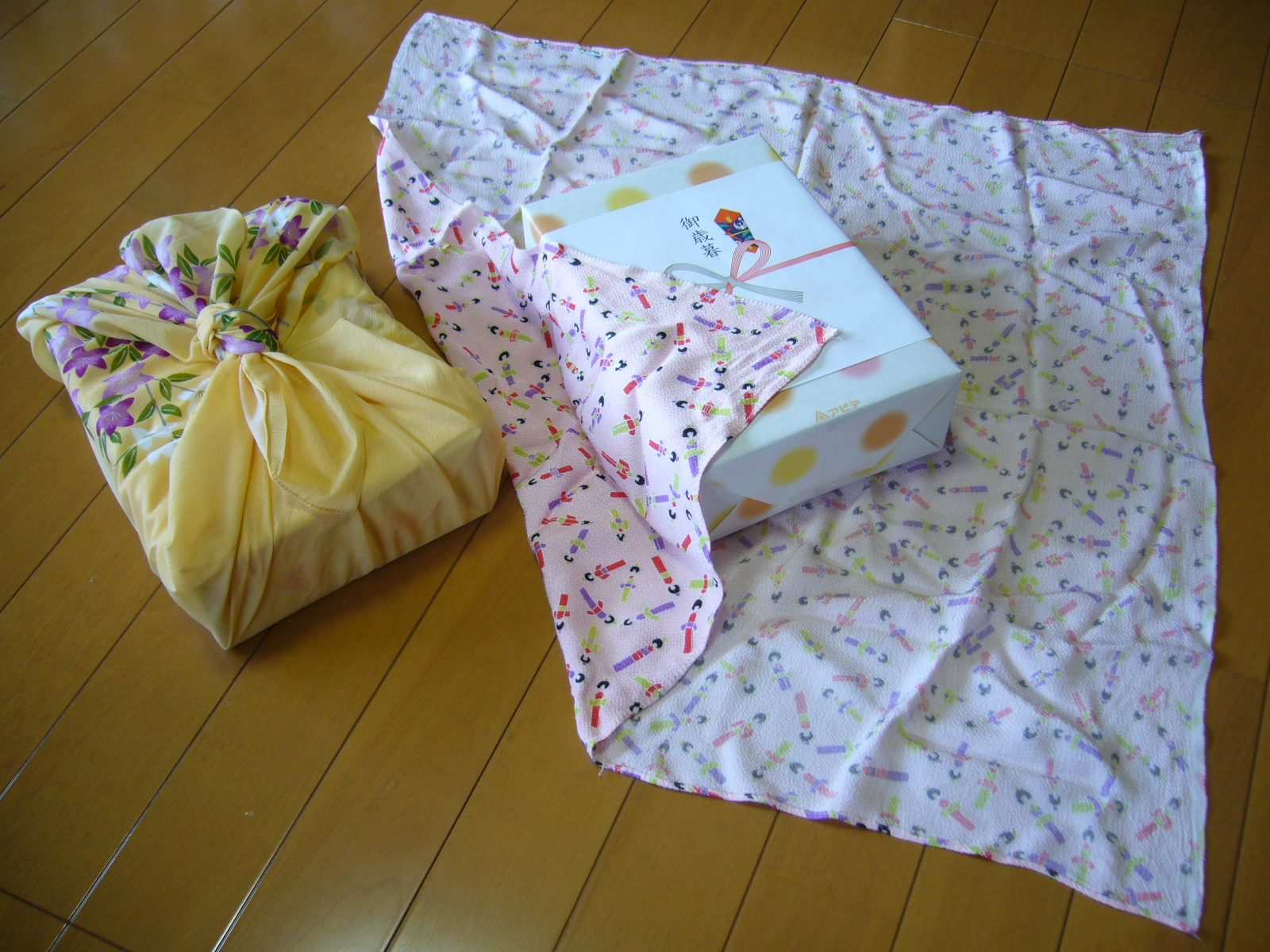
فوروشيكي كتغليف للهدايا (2007).

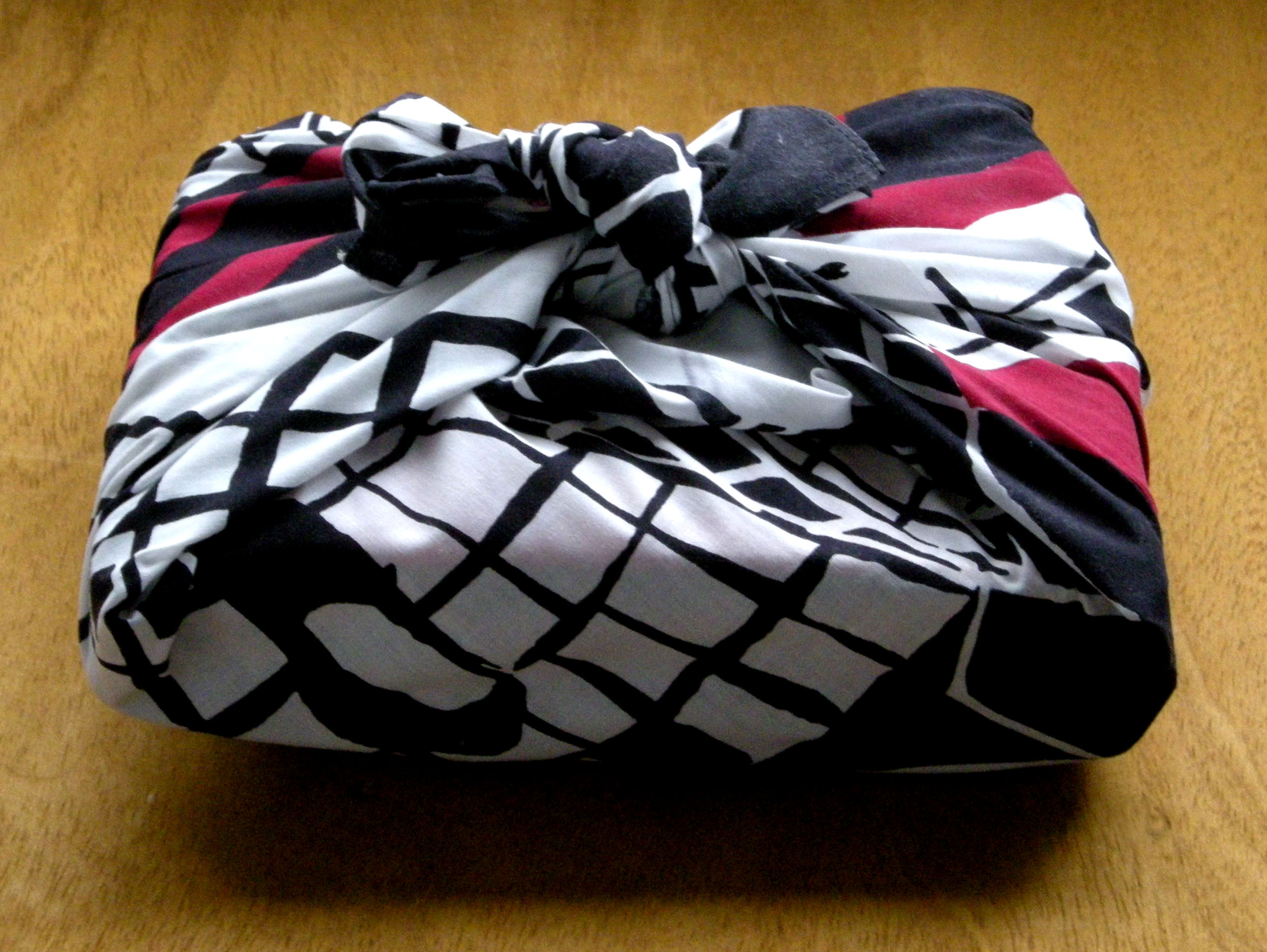
تصميم للفوروشيكي من قِبَل فريدنسرايش هوندرتفاسر.

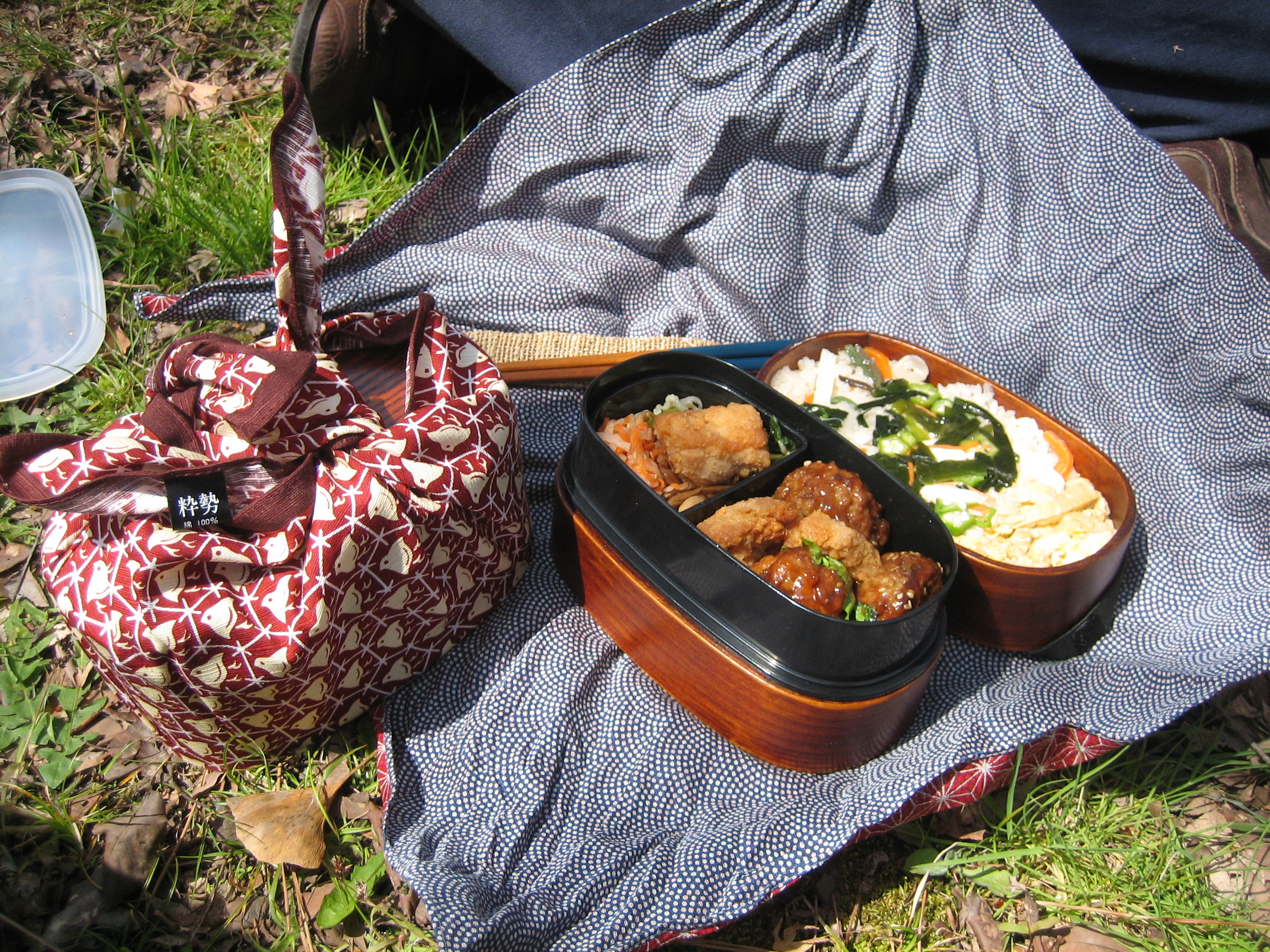
بنتوان منرليّا الصنع مع تغليف فوروشيكي.

فوروشيكي (باليابانيّة: 風呂敷) هي نوع من قُماش تغليف الهدايا في اليابان، تستخدم لإرسال الملابس أو الهدايا أو أي بضائع أخرى.

## التاريخ
يعود تاريخ استخدامها إلى أواسط فترة نارا، ويعني اسمها «انتشار الحَمّام» (bath spread) والّذي اشتقّ نتيجة استخدامها لتعليق الملابس في السينتو (Sentō: حمّامات عموميّة؛ يشيع تسميتها بِـ«فورو» furo) خلال فترة إيدو لتجنّب اختلاط ملابس المُستحمّين. وقبل أن ترتبط الفوروشيكي بالحمّامات العموميّة، كانت تُدعى هيرازوتسومي (باليابانيّة: 平包، hirazutsumi) والّتي تعني حزمة مطويّة مُسطّحة. وأخيرًا، توسَّع استخدام الفوروشيكي ليستخدمها التجّار لنقل السِّلَع (البَضائِع) أو لحماية وتغليف هديّةٍ ما.

من الأمثلة التاريخيّة خلال الحرب العالميّة الثانية هي خريطة شخصيَّة مطبوعة على قطعة قُماش استولي عليها من جنديّ يابانيّ، حيث استولى عليها جنديّ أُستراليّ يدعى إ. ج. نايت (بالإنجليزية: E. J. Knight)‏ من جنديّ يابانيّ أُسِرَ في جنوب بوغينفيل خلال حملة بوغينفيل العسكرية في عام 1945م. هي عبارة عن نَسيج اصطناعيّ، «فوروشيكي». وقد لُوِّنَ القُماش بالألوان: الأزرق والرّماديّ والبنّي والخُبّازيّ (البنفسجيّ الزاهي: mauve) والبُرتقاليّ مع خريطة لجنوب-شرق آسيا وأيضًا مع طائرة وسفينة ونشيد الزّحف الوطنيّ، كلّها مطبوعة على القُماش. ترجمة الأغنية هي كالتالي: 
«في أثناء الدّفاع والهجوم، يمكننا الاعتماد على قلعتنا العائِمة ذات الفولاذ الأسود (يُقصَد بها اليابان)، ويجب علينا الدّفاع إلى النِّهاية عن كُلِّ جوانب امبراطوريّة اليابان الّتي هي قلعتنا العائمة.»
 وهنالك أيضًا قصيدة مختزلة مكتوبة تشير إلى أنَّ سوتشيا (Tsuchiya) هو الابن الثّالث للكاتِب الّذي قد جُنِّدَ للخدمة العسكريّة، ومّما ذُكِرَ في القصيدة: «لقد رأيت أبنائيّ يغادرون إلى ميادين القِتال ثلاثة مَرّاتٍ في يومٍ جميلٍ للَّعِب»، وأيضًا: «إلى سوتشيا أكيرا من كلّ موظَّفي مكتب مينينوبيو».
يُمكن للفوروشيكي الحديثة أن تكون مصنوعة من مُختلَف أنواع الأقمشة كالحرير والتشيريمين والقطن وحرير الرَّايون والنَّيْلُوْن. كما أنَّه غالبًا ما تُزَيَّن بتصاميمٍ تقليديّة أو بالشيبوري. لا يوجد قياس ثابت لها؛ فيمكنها أن تتراوح ما بين حجم قبضة اليد إلى أكبر من مُلاَءَة الفِراش، ومن أكثر القياسات شيوعًا هي 45 سم (7‚17 إنش) و68–72 سم (7‚26–3‚28 إنش).
على الرُّغم من أنَّه مايزال يوجد مُستخدمون للفوروشيكي في اليابان، لكنّ أعدادهم تناقصت في فترة ما بعد الحرب في أرجاء شاسعة من البلاد بسبب كثرة استخدام أكياس التسوق البلاستيكية. ازداد الاهتمام بها في الفترة بعد عام 2000م في مجال حماية البيئة. يشيع استخدامها لتغليف (لَفّ) ونقل علب الغداء (المُسَمَّاة «بنتو») وغالبًا ما تُستَخدم كحَصيرة لتناول الطعام.
في 6 مارس من عام 2006م، أنشأت وزيرة البيئة اليابانيّة يوريكو كويكي قُماش فوروشيكي رُوِّجَ لاستخدامِه في العالم الحديث. وقامَت مجموعة بحثيّة في الأرجنتين بالترويج لاستخدام الفوروشيكي عبر البحث في التقنيّات والطرق الّتي يُمكن للمُستَهلِك الأرجنتينيّ أن يتبنّاها.

## التصميم
يُمكن لتصميم الرّسمة أن يختلف من فوروشيكي لآخر. وقد قام رسّام النّيهونغا اليابانيّ إنشو دوموتو بتصميم العديد من الأقمشة النّسيجيّة؛ كانت التصاميم في البداية قليلة الألوان، لكن تطوُّر تقنيّات صِباغة الألوان ساعدته على تصميم تصاميم مليئة بالألوان لبقيّة حياته.
قام الرّسّام الأستراليّ فريدنسرايش هوندرتفاسر ببعض التصميمات.

## روابط خارجيّة
- بعض أنماط طيّات الفوروشيكي الشّائعة.
- Kakefuda, Kyoto على يوتيوب (سلسلة تعليميّة)